# Delphine Delamare
Veronique Delphine Delamare, nata Couturier (1822 – 8 marzo 1848), è stata la donna a cui, si dice, sia ispirato il personaggio di Madame Bovary del romanzo omonimo di Gustave Flaubert.

## Biografia
Figlia di un benestante agricoltore, sposò Eugene Delamare, giovane medico dell'ospedale di Rouen, rimasto vedovo da poco.
La donna, però, si stancò ben presto della vita coniugale, per lei troppo noiosa e monotona, ed ebbe diversi amanti. A causa delle spese esagerate in gioielli e vestiti, che le finanze familiari non le permettevano di sostenere, contrasse numerosi debiti e infine si suicidò, all'età di soli 26 anni, mediante l'assunzione di acido prussico (oggi conosciuto come acido cianidrico).
Un articolo del 1848 del locale Journal de Rouen raccontò la morte della moglie del dottor Delamare nel villaggio di Ry vicino a Rouen, dove si possono ancora vedere sia la casa in cui visse la coppia sia la pietra tombale della donna.